# Ханс Лутер
Др Ханс Лутер (Берлин, 10. март 1885 — Диселдорф, 11. мај 1962) је био немачки државник.
Рођен је у Берлину, а студирао је права у Килу, Женеви и Берлину. Од 1907. године био је члан градске скупштине Магдебурга. Био је министар исхране и земаљске привреде у влади Вилхелма Куноа (Wilhelm Cuno), 1922 — 1923. и министар финансија у другој влади Густава Штреземана (1923) и владама Вилхелма Маркса (1923—1925; 1926 — 1928). У међувремену био је вршилац дужности немачког председника (фебруар-март 1925) и канцелар Рајха (1925-1926. и 1926). Године 1928. основао је екстремно десничарски Савез за обнову Немачке (Bund zur Erneuerung Deutschlands). Између 1930. и 1933. године био је председник Рајхсбанке, а у периоду 1933-1937. амбасадор Рајха у САД. Од почетка Другог светског рата радио је пропагандне послове у Вермахту. После 1945. године успешно се бавио банкарским пословима. Умро је у Диселдорфу.